# Egerberk
Egerberk (též Lestkov nebo německy Egerberg) je zřícenina hradu nad vesnicí Lestkov u Klášterce nad Ohří v okrese Chomutov. Zřícenina stojí na okraji Doupovských hor na výrazném výběžku Černého vrchu v nadmořské výšce 548 metrů. Pozůstatky hradu jsou chráněny jako kulturní památka.

## Historie

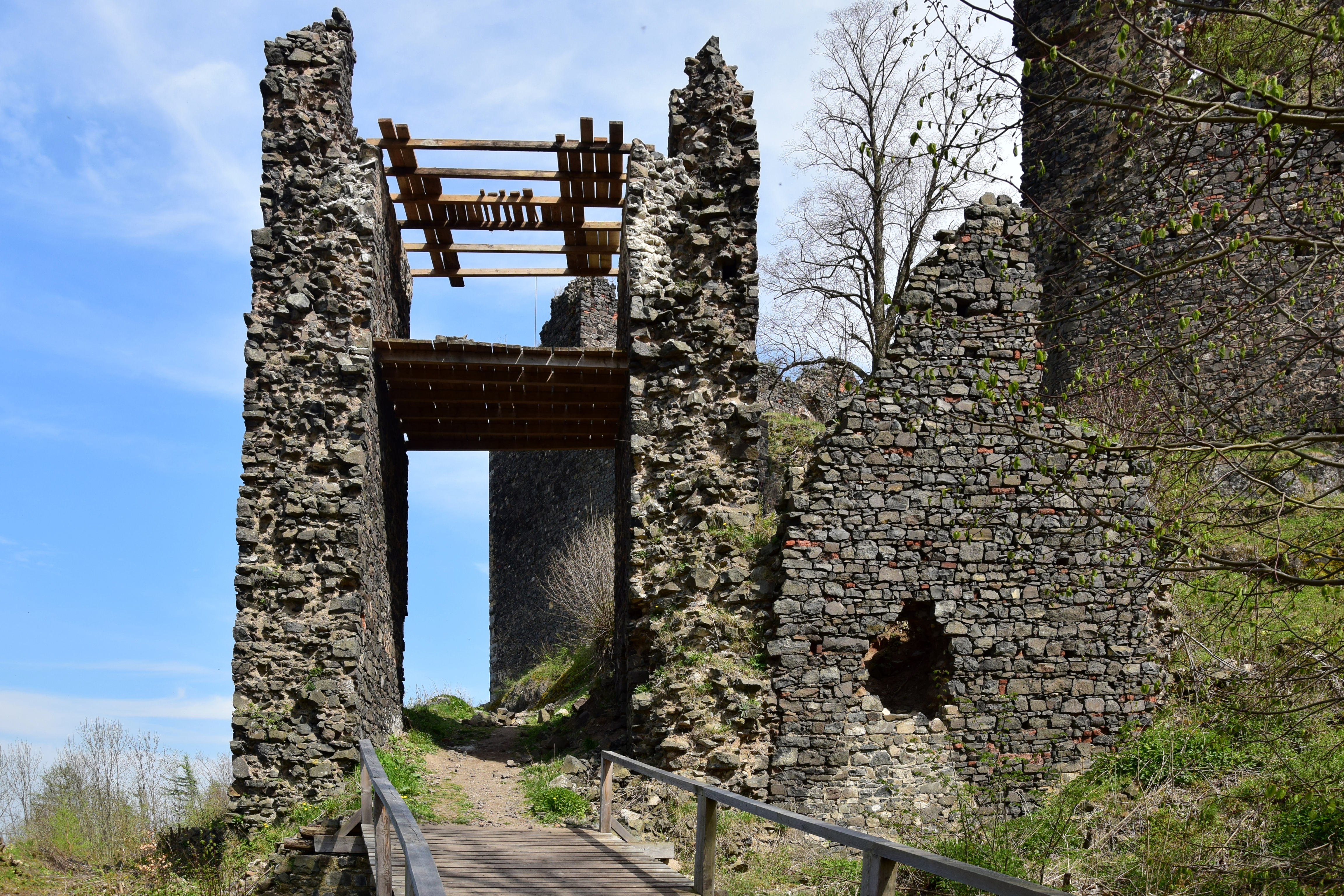
Věž první brány

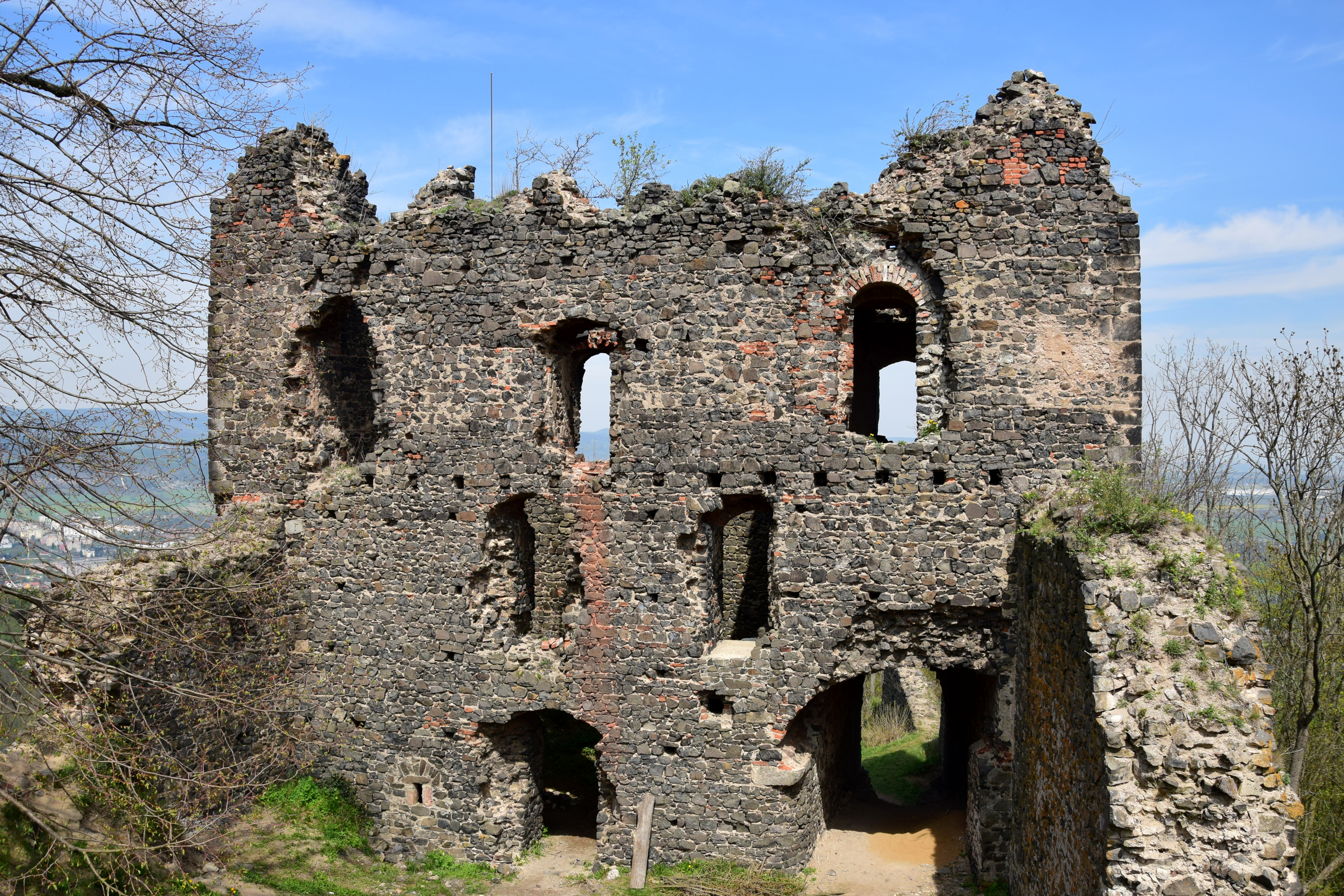
Nádvorní strana paláce

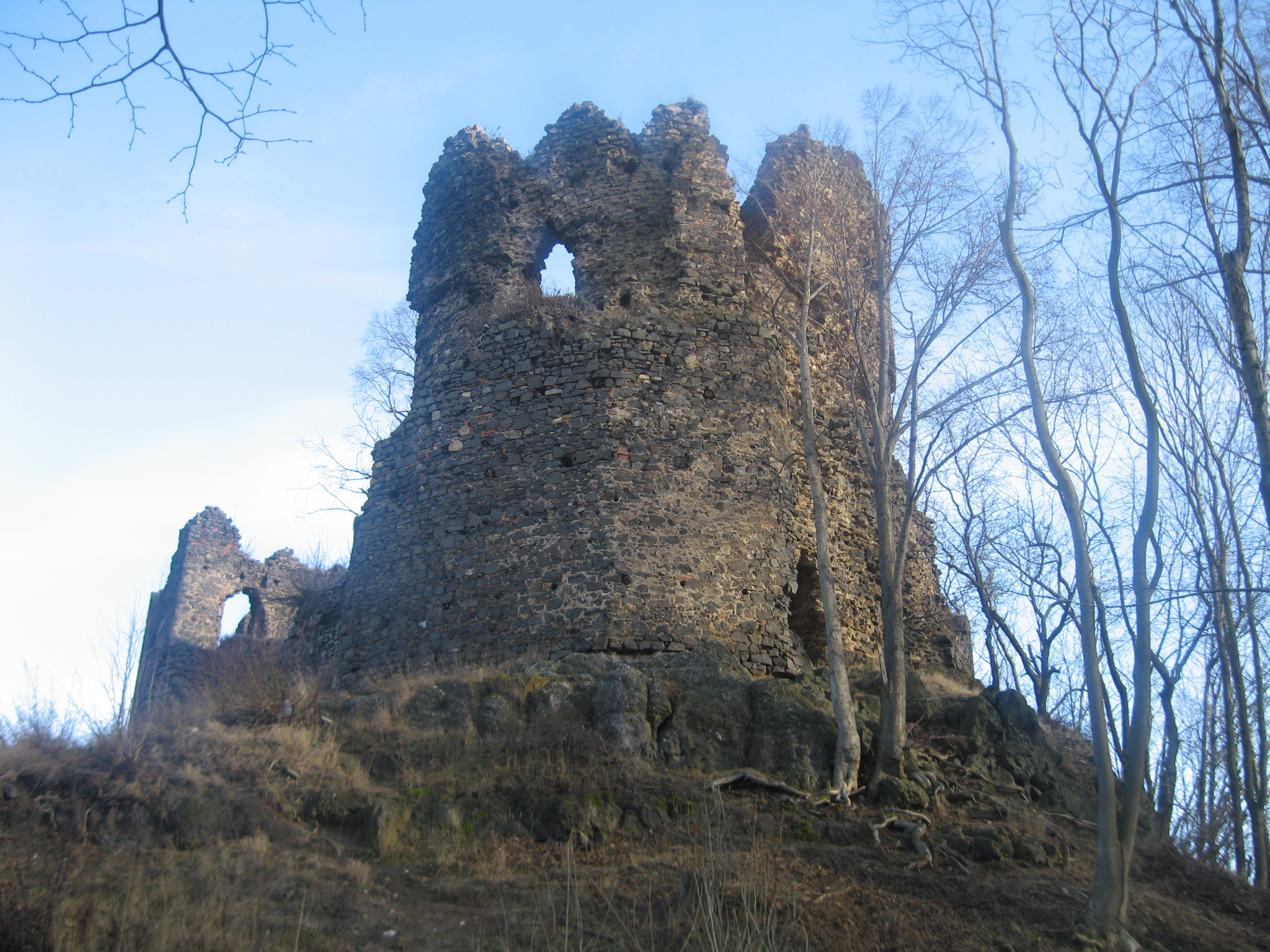
Vnější strana půlkruhového paláce

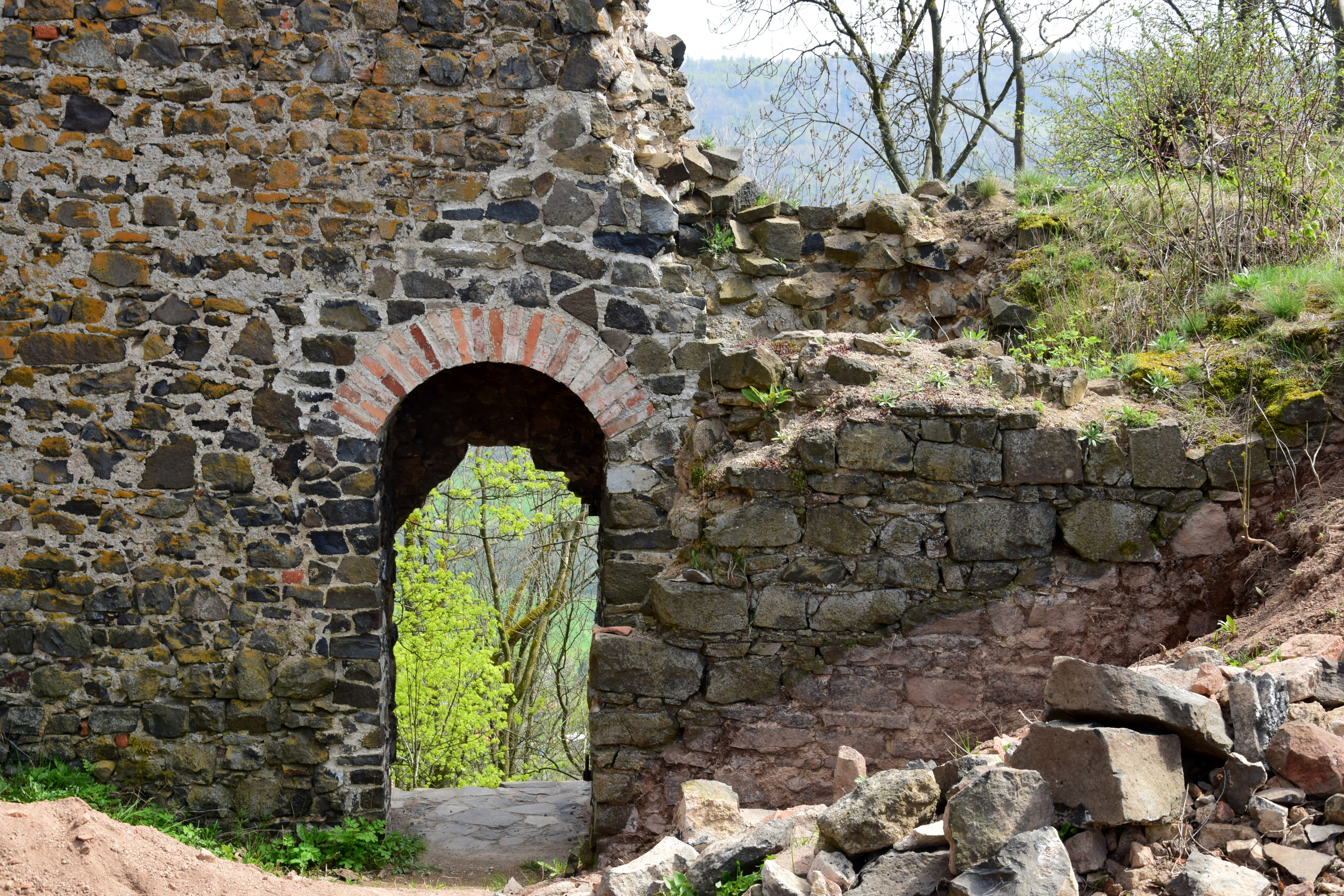
Rekonstruovaná část hradby na druhém nádvoří

Jméno hradu bylo odvozeno z německého názvu řeky Ohře. Přesná doba založení hradu není jistá, ale obvykle se klade na počátek 14. století. Podle nálezů keramiky je však možné, že vznikl již v průběhu druhé poloviny 13. století. První písemná zmínka o hradu je až z roku 1317, kdy zde žil Vilém z Chýš a Egerberka, a další z roku 1322, kdy se po hradu psal Vilémův mladší bratr Fricek. Vilémův syn, taktéž Vilém, prodal Egerberk roku 1350 pánům ze Šumburka, od kterých ho roku 1384 koupil Jindřich Škopek z Dubé. Ten patřil k významným rádcům krále Václava IV. a nechal hrad velmi výrazně přestavět tak, aby odpovídal náročnějším požadavkům na bydlení a reprezentaci majitele.
Od pánů z Dubé hrad koupil asi v roce 1411 nejvyšší zemský písař Mikuláš Augustinův z Prahy. Snad již v roce 1413 ho prodal, ale není zřejmé komu, protože další majitelé jsou známí až k roku 1422. Byli to Ota a Wend z Illburka a jejich strýc Půta z Illburka, kteří hrad spoluvlastnili a roku 1430 jim ho král Zikmud hrad potvrdil jako královské léno. Wend se zhruba o pět let později dostal do velkých majetkových sporů s Vilémem ze Šumburka. Vilém se lstí zmocnil Egerberka a zajatého Wenda na něm hlady umučil k smrti. Vilém ze Šumburka potom hrad, i přes protesty Wendova dědice Půty z Illburka, roku 1443 prodal Jakoubku z Vřesovic. V roce 1454 byl Egerberk navíc prohlášen za odumřelé léno a od krále Jiřího z Poděbrad ho získal Jan Calta z Kamenné Hory. Půta z Illburka i Jakoubek z Vřesovic proti tomu protestovali a soud roku 1457 nakonec rozhodl ve prospěch Půty, který však musel Jakoubkovi z Vřesovic za hrad zaplatit dva tisíce kop grošů.
Půta z Illburka hrad roku 1460 prodal Bossovi z Fictumu. Po něm na hradě žili Dětřich a Věnek z Fictumu, ale v roce 1488 už jen Dětřich s manželkou Kateřinou z Müldorfu. Po něm hrad zdědil Dětřichův syn Bernartin a od jeho synů hrad koupil v roce 1557 Bohuslav Felix Hasištejnský z Lobkovic, který však ke konci života přesídlil na nový zámek Felixburg. Za jeho vlády se panství hradu změnilo z královského léna na svobodný statek. Od té doby na hradě žil jen kastelán. Po smrti Bohuslava Felixe hrad zdědila jeho manželka Anna z Fictumu, ale když roku 1587 zemřela, odkázala ho svým synovcům. Jeden z nich prodal panství Linhartu Štampachovi ze Štampachu. Štampachové Egerberk nevyužívali, a hrad začal chátrat.

## Stavební podoba

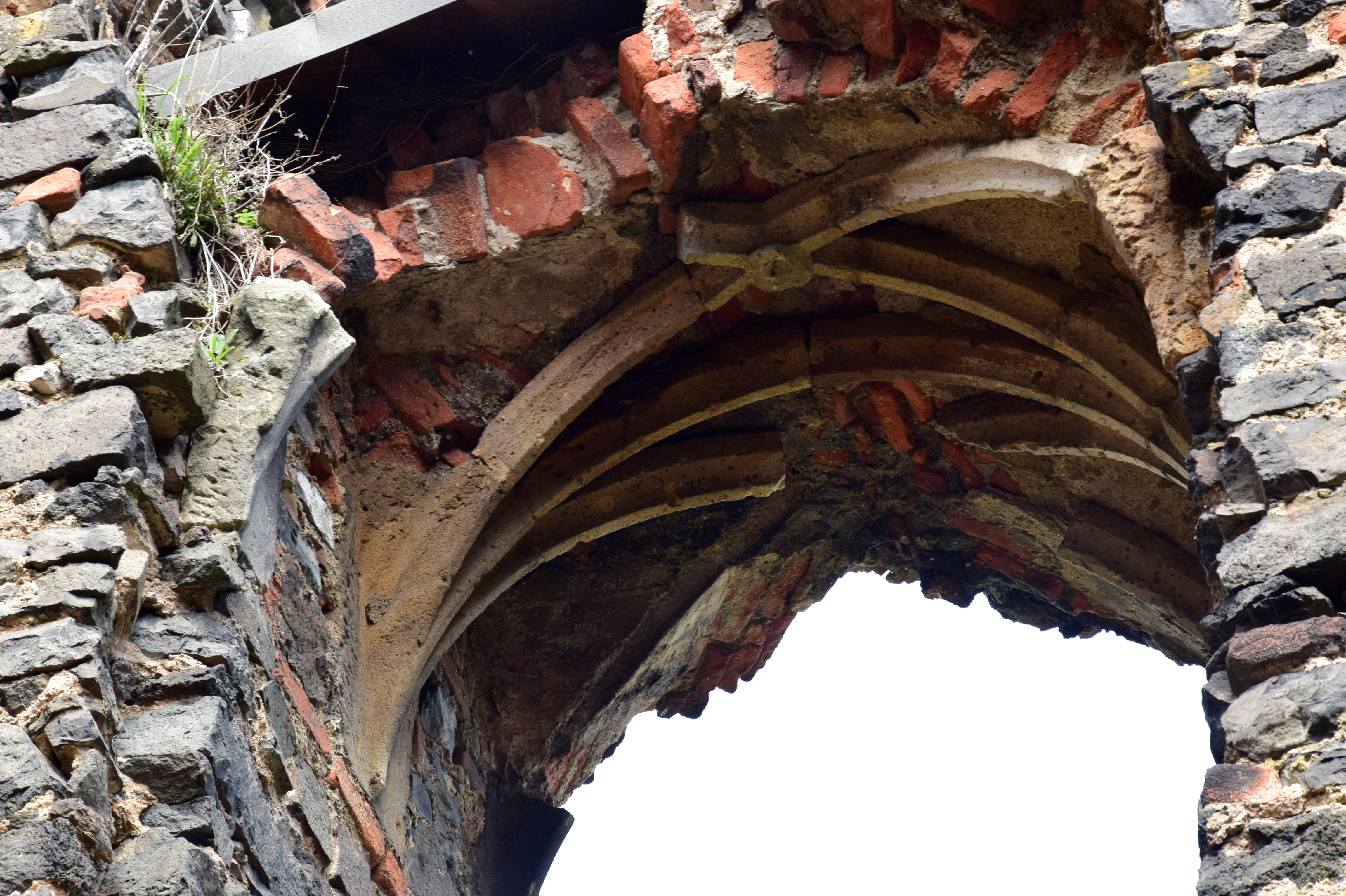
Dochovaná klenba hradní kaple

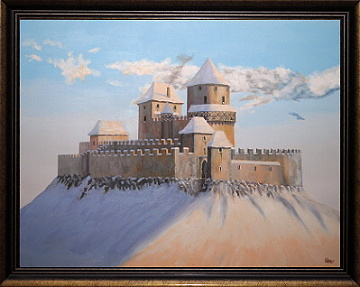
Rekonstrukce podoby hradu (L. Herc, olej na plátně 94 × 72 cm)

Podoba původního hradu je nejasná. Zachovala se z něj zejména část zdiva půlválcové věže, hradby hradního jádra a část opevnění druhého nádvoří. Většina dochovaného zdiva pochází zejména z přestavby Jindřicha Škopka z Dubé, který pro hrad zvolil typ dvoupalácové dispozice a rozšířil opevnění.
V sedle před hradem se nacházelo předhradí, ze kterého se zachovala ve skále vytesaná nádrž na vodu. Do hradu se vstupovalo malou věží s jednoduchým vějířovitým předbraním. Po průchodu věží příchozí po mostě překonali příkop a vstoupili do brány v další věži. Ta byla na zadní straně otevřená a ze strany k ní přiléhala strážnice. Cesta potom vedla mezi severní hradbou a hradním jádrem na první nádvoří. Obránci mohli cestu kontrolovat z šestiboké věžice přistavěné ke hradbě jádra.
První nádvoří na severovýchodě uzavírala hospodářská budova, ze které se zachoval zejména valeně zaklenutý sklep. Z nádvoří vedla rampa k bráně do hradního jádra vestavěné do přízemí paláce. Brána se uzavírala padacím mostem. Průjezd za bránou se mírně rozšiřuje a vede na druhé nádvoří, které odděluje hlavní palác s lichoběžníkovým půdorysem a menší palác s půlkruhovým půdorysem. Oba paláce spojovala mohutná hradba, která tak vytvořila přibližně obdélníkové nádvoří. V úrovni druhého patra ho obíhala pavlač. Velká část nádvoří je zasypaná destrukcí zdiva nádvorní strany půlkruhového paláce.
Hlavní palác měl tři zděná patra a dochoval se téměř v plné výši. V přízemí byl jen průjezd brány a místnost využívaná pravděpodobně jako konírna. V prvním patře byla jediná místnost přístupná po schodišti z nádvoří osvětlená oknem s kamenným sedátkem. Druhé patro bylo obytné a dřevěná příčka ho dělila na dvě místnosti. Menší místnost osvětlovala tři okna a vedl z ní vstup na prevét. Větší místnost osvětlovala také tři okna a ve východní zdi byla vložena malá arkýřová kaple zaklenutá žebrovou klenbou. Otisk arkýře je patrný na vnější straně paláce. Ve třetím patře byl jediný velký sál s dalším prevétem. Palác byl vytápěn kachlovými kamny a zastřešen prejzovou krytinou.

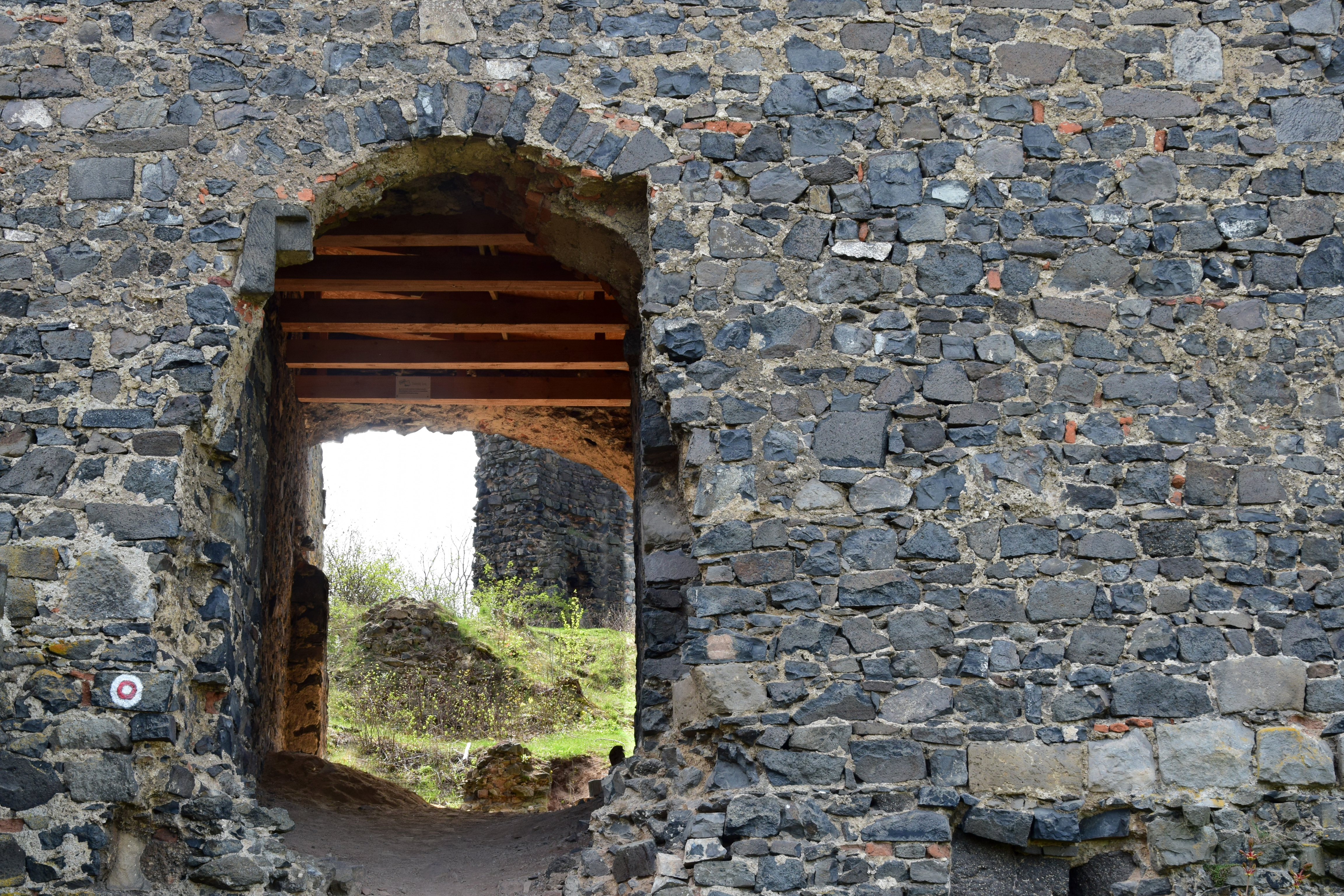
Portál průjezdu v paláci s fragmentem ostění a vpadlinou pro padací most

Půlkruhový palác nebo věž se dochoval hůře. Asi v polovině výšky byl z obvodu věže na dřevěných trámech vysazen ochoz přístupný portálkem, nad kterým byla dvě okna. Během úprav na konci 15. století bylo zdivo věže na vnitřní a částečně i na vnější straně rozšířeno ze dvou na více než čtyři metry. Důvodem bylo zvýšení odolnosti proti případnému ostřelování hradu děly z protějšího návrší. Ve stejné době byla zastavěna i část nádvoří.
Celý hrad obepínala parkánová hradba a pod ní ještě příkop. Parkán se pod věží s bránou mírně rozšiřoval a stála zde nějaká, jen nepatrně dochovaná, hospodářská budova. Zejména na jižní straně hradu se parkánová hradba nedochovala.